# مؤسسه فناوری نیویورک
موسسه فناوری نیویورک که به اختصار با NYIT هم معروف است، دانشگاهی آموزشی و پژوهشی است که مقر اصلی آن در نیویورک قرار گرفته است. ان‌وای‌آی‌تی ۵ دانشکده و دو کالج دارد. دو پردیس آن در نیویورک قرار گرفته، یکی از آن‌ها در اولد وست‌بری و دیگری در محوطه کلومبوس در منهتن قرار گرفته‌اند. این موسسه همچنین چندین پردیس در نقاط مختلف دنیا دارد که از آن جمله می‌توان به بحرین، کانادا، چین، اردن و امارات اشاره کرد. موسسه فناوری نیویورک به طور کلی ۹۰ رشته در سطوح مختلف کارشناسی و تحصیلات تکمیلی و دکتری را به ۱۵۰۰۰ دانشجو ارائه می‌کند.

## دانشکده‌ها و کالج‌ها
- دانشکده معماری و طراحی
- دانشکده علوم تربیتی
- دانشکده مهندسی و علوم رایانه
- دانشکده بهداشت
- دانشکده مدیریت
- کالج علم و هنر
- کالج پزشکی